# Попель Анатолій Михайлович
Анатолій Михайлович Попель — український фахівець у галузі космічних систем та апаратів, заступник головного конструктора КБ «Південне», лауреат Державної премії СРСР (1986) і Державної премія України в галузі науки і техніки (2008).

## Біографія
Народився 21 вересня 1934 року в Дніпропетровську (тепер місто Дніпро). В 1956 році закінчив Дніпропетровський державний університет.
Після університету почав роботу в конструкторському бюро «Південне» на посаді інженера. В 1972 році став заступником головного конструктора космічних апаратів з апаратури й випробувань. Був технічним керівником з підготовки багатьох космічних апаратів до запуску. В 1972—1982 роках був заступником (від радянської сторони) директора проєкту з розробки та льотних випробувань індійських космічних апаратів «Аріабхата» і «Бхаскара».
Спеціалізацією Попеля є створення комплексних електричних схем і забезпечення електромагнітної сумісності систем космічних апаратів. Він має багато винаходів і науко-технічних публікацій. Він особисто брав участь у розробці, наземних тестах та льотних випробуваннях понад 60 типів космічних апаратів серій «Космос», «Інтеркосмос», «Ореол», «Океан», «Січ», у створенні центрів керування польотами в Євпаторії, Корольові та Москві, у створенні комплексів для підготовки апаратів на космодромах Капустин Яр, Плесецьк та Байконур.
Помер в Дніпрі 25 лютого 2017 року.

## Відзнаки
- Державна премія СРСР (1986)[1].
- Заслужений працівник промисловості України (1996)[1]
- Державна премія України в галузі науки і техніки за роботу «Космічні системи, прилади та методи діагностики електромагнітних полів у геокосмосі» (2008)[2]